# Porto Garibaldi
Porto Garibaldi (Magnavàca nel dialetto locale) è una frazione di 4 732 abitanti del comune di Comacchio, in provincia di Ferrara. Si trova sul litorale del mare Adriatico ed è il più antico dei lidi di Comacchio (detti anche lidi ferraresi). È un porto per la pesca ed il turismo, oltre che tradizionale località balneare della zona.

## Storia
Porto Garibaldi, l'insediamento più antico tra i sette lidi di Comacchio, nacque sul lato nord del porto canale. Il quartiere storico corrisponde al rione Magnavacca. Intorno al 1600 sorsero i primi fabbricati in muratura, fra questi: la torre di guardia detta Torre Bianca (eretta nella prima metà del 1400 su progetto dell'architetto Giovanni Da Siena) o Torre Lambertini, il Bettolino, la casa del conte Ciabatta (governatore del porto), quella del dazio, dell'operatore del faro, i magazzini del sale, più alcuni pozzi per l'approvvigionamento di acqua dolce per i residenti e per i pescatori che lì approdavano.
Nel XIX secolo vennero eretti l'edificio della dogana e della delegazione di porto, le abitazioni dei proprietari storici di fondi agricoli come Bonnet, Felletti, Spadazzi, Bellini, Bergamini, Patrignani ed altri. Fu edificata la nuova chiesa parrocchiale dell'Immacolata Concezione della Beata Maria Vergine, il circolo Mazzini, le scuole elementari, il lazzaretto per i malati, alcune osterie, una locanda, l'ufficio delle poste, un primo stabilimento per i bagni di mare, un forno e numerose abitazioni ad un solo piano con tetti in canna palustre (detti Casoni). Quì, nell'agosto 1849, il colonnello Gioacchino Bonnet mise in salvo Giuseppe Garibaldi ricercato dalle truppe austriache.

### Origine del nome
Intorno al diciassettesimo secolo il nome della località fu Magnavacca fino al 13 aprile 1919 quando prese il nome di Porto Garibaldi, per onorare lo sbarco ed il salvataggio di Giuseppe Garibaldi.

## Cultura

### Eventi
La festa della Madonna del Mare è una processione con i pescherecci e le altre barche addobbate che si svolge nel porto canale.
La Notte Rosa in Jazz è arrivata anche sul porto canale, nel 2018, trasformando i pescherecci ormeggiati in occasione di spettacolo.

## Economia
L'economia è tradizionalmente legata alla pesca ed al turismo.
Il porto è tra i più grandi per la pesca in Emilia Romagna
e uno dei più importanti dell'alto Adriatico.
Il turismo è di tipo estivo, le spiagge ospitano numerosi stabilimenti balneari e nel centro abitato vi sono i tipici locali per l'intrattenimento e la ristorazione delle località turistiche.

## Infrastrutture e trasporti
L'infrastruttura più importante è il porto canale, con i tipici capanni da pesca (localmente chiamati "bilancioni") posti sui lati del portocanale tra Porto Garibaldi e Lido degli Estensi. Dal porto partono i pescherecci, le imbarcazioni turistiche che svolgono servizio pubblico e quelle da diporto private.
Porto Garibaldi è storicamente servita dalla strada Strada statale 309 Romea e dalla provinciale SP 1a/1b, già principale collegamento terrestre con l'entroterra. Nella seconda metà del Novecento a questa si è aggiunto il Raccordo autostradale 8, che si innesta sulla stessa Romea.
Fra il 1911 e il 1945 la località costituì il capolinea orientale della tranvia Ostellato-Porto Garibaldi, gestita dalla Società Anonima delle Ferrovie e Tramvie Padane, poi sostituita da autolinee.

## Galleria d'immagini

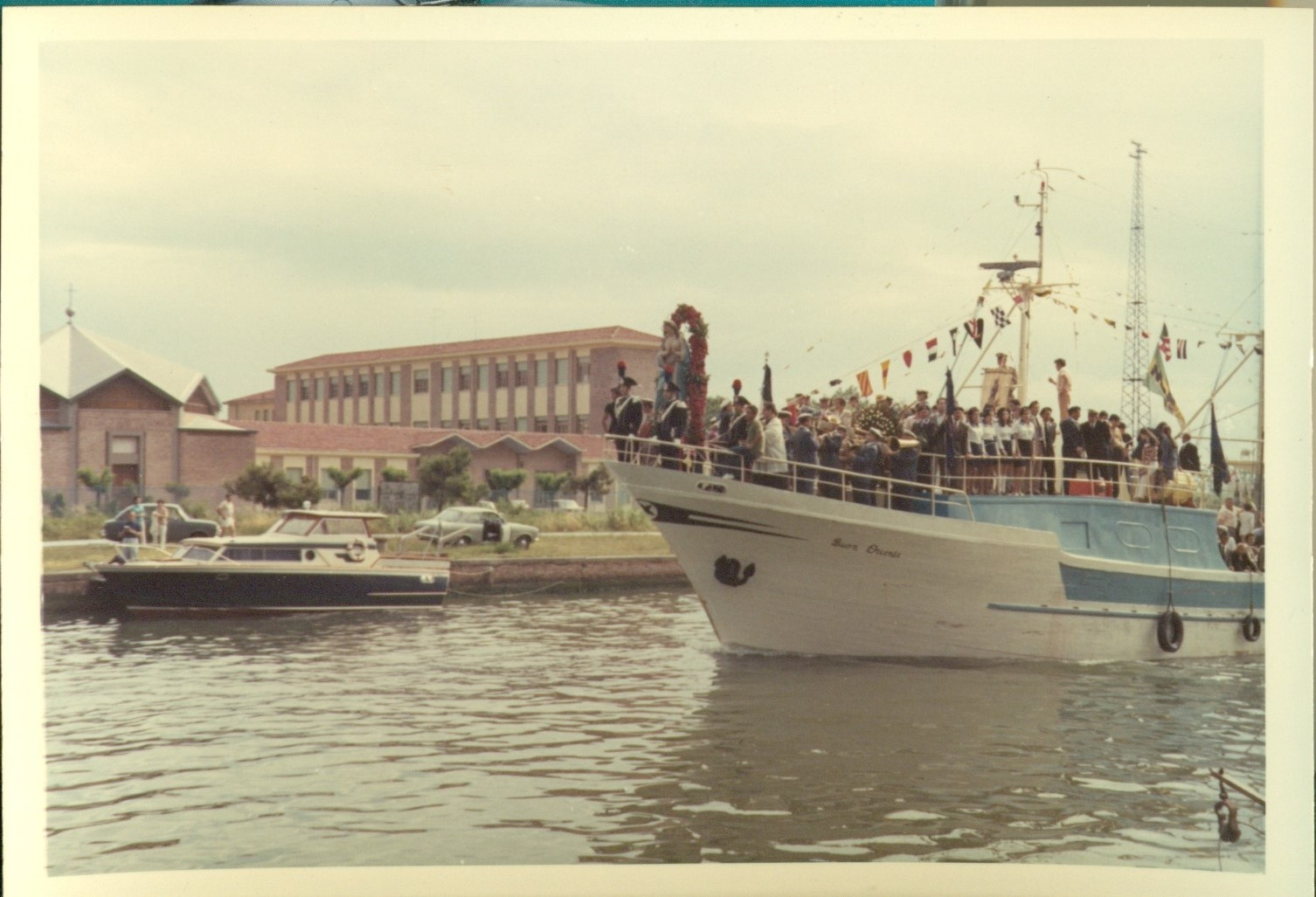
Porto Garibaldi, il porto canale durante la Festa della Madonna del Mare, negli anni 70
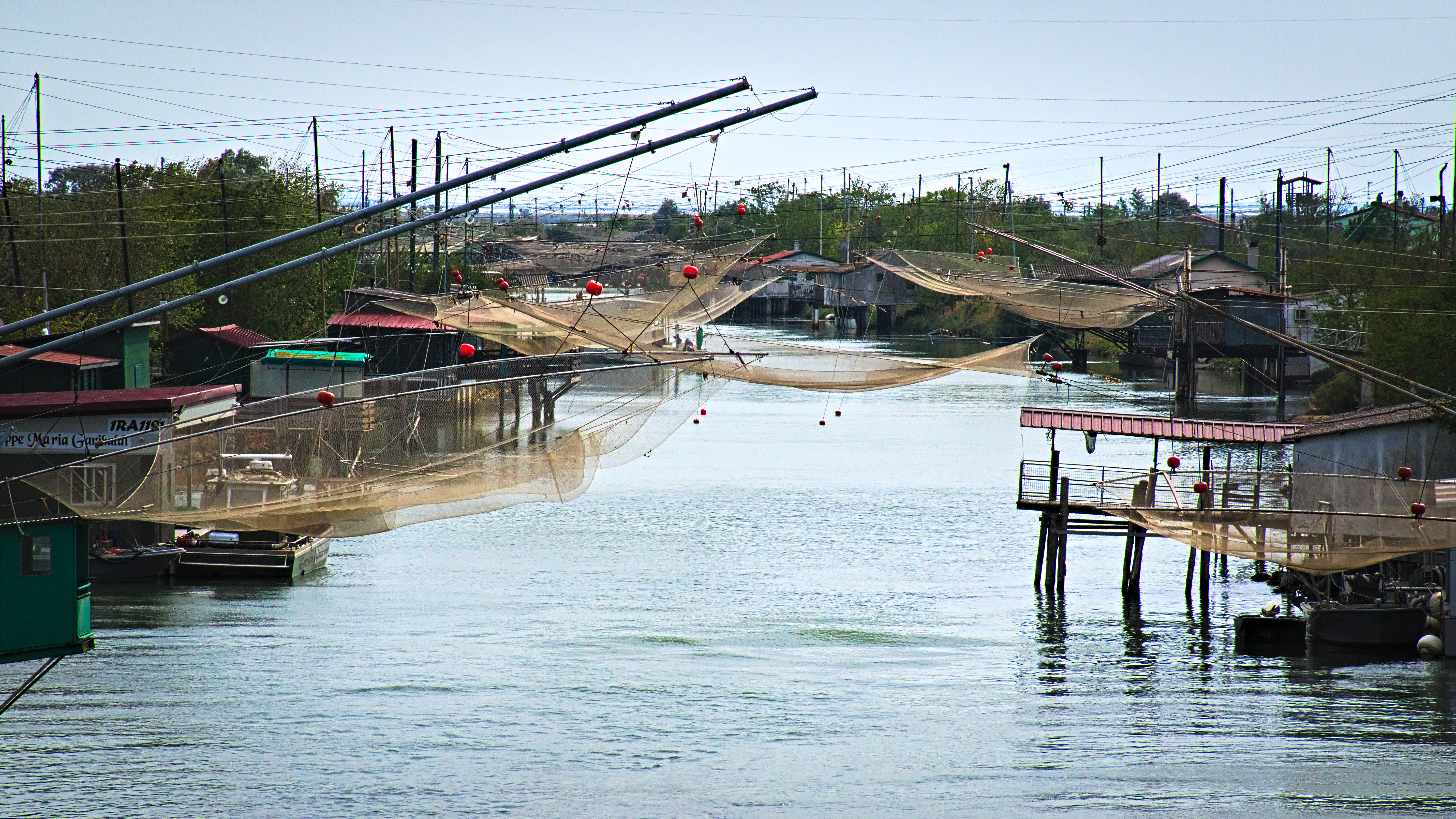
Caratteristici capanni da pesca (bilancioni)
Vista del porto
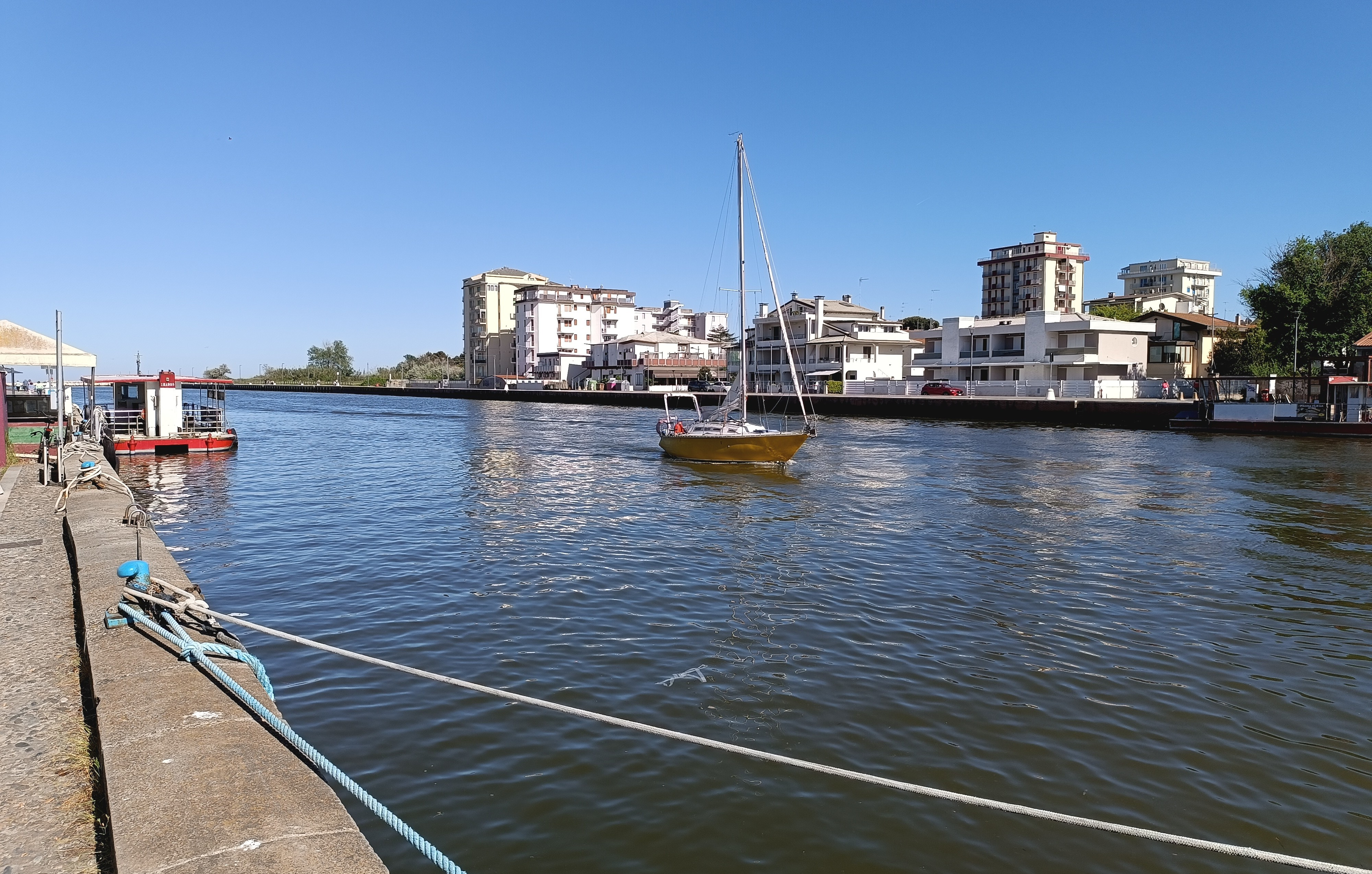
Canale di Porto Garibaldi